# ريتشارد دبليو. روبرتس
ريتشارد دبليو. روبرتس (بالإنجليزية: Richard W. Roberts)‏ هو قاضي ومحامي أمريكي، ولد في 1953 في نيويورك في الولايات المتحدة.